# Léa Mysius
Léa Mysius (Bordeaux, 4 aprile 1989) è una sceneggiatrice e regista francese.

## Biografia
Laureatasi in scrittura cinematografica alla Fémis nel 2014, concorrendo l'anno stesso nella sezione studentesca di Cinéfondation del Festival di Cannes col corto Les Oiseaux-tonnerre. Lavora come sceneggiatrice per Arnaud Desplechin, André Téchiné e Jacques Audiard. Nel 2017 esordisce alla regia di un lungometraggio con Ava, presentato alla Settimana internazionale della critica di Cannes, con protagoniste Noée Abita e Laure Calamy.

## Filmografia

### Sceneggiatrice

#### Lungometraggi
- I fantasmi d'Ismael (Les Fantômes d'Ismaël), regia di Arnaud Desplechin (2017)
- La strada dei Samouni, regia di Stefano Savona (2018)
- L'Adieu à la nuit, regia di André Téchiné (2019)
- Roubaix, una luce nell'ombra (Roubaix, une lumière), regia di Arnaud Desplechin (2019)
- Parigi, 13Arr. (Les Olympiades), regia di Jacques Audiard (2021)
- Stars at Noon - Stelle a mezzogiorno (Stars at Noon), regia di Claire Denis (2022)
- Tutti amano Jeanne (Tout le monde aime Jeanne), regia di Céline Devaux (2022)
- Langue étrangère, regia di Claire Burger (2024)
- Emilia Pérez, regia di Jacques Audiard (2024)

### Regista e sceneggiatrice
- Cadavre exquis – cortometraggio (2013)
- Les Oiseaux-tonnerre – cortometraggio (2014)
- L'Île jaune – cortometraggio (2016)
- Ava (2017)
- Les Cinq Diables (2022)

## Riconoscimenti
- Premio Oscar
  - 2025 – Candidatura alla miglior sceneggiatura originale per Emilia Pérez
- Premio César
  - 2020 – Candidatura al miglior adattamento per Roubaix, une lumière
  - 2022 – Candidatura al miglior adattamento per Parigi, 13Arr.
  - 2025 – Candidatura al miglior adattamento per Emilia Pérez
- Festival di Cannes
  - 2014 – In concorso per il premio Cinéfondation per Les Oiseaux-tonnerre
  - 2017 – Premio SACD per Ava
  - 2017 – In concorso per la Caméra d'or per Ava